# Freunde im All

Das Logo von Star-Wars

Star Wars: Freunde im All (Originaltitel: Star Wars: Droids) ist eine US-amerikanische Zeichentrickserie, die im Star-Wars-Universum von George Lucas spielt. Die Handlung findet zeitlich vor Krieg der Sterne statt. Erzählt wird von diversen Konflikten zwischen Gangstern, Weltraumpiraten, Monstern und unbarmherzigen Gouverneuren aus der Sicht der beiden Droiden R2-D2 und C-3PO. Die Serie gehört zur unkanonischen Legends-Timeline.
Die Serie besteht aus dreizehn Einzelepisoden und einer Doppelfolge. Für Star-Wars-Produktionen ungewöhnlich, hatte George Lucas nichts mit dieser Serie zu tun, stattdessen beauftragte seine Firma Lucasfilm Nelvana Ltd, die die Serie unter Regie von Ken Stephenson und Raymond Jafelice produzierte. Dafür nahm Anthony Daniels seine Rolle des C-3PO als Synchronsprecher wieder auf. Ab Oktober 1989 wurde die Serie auch in Deutschland unter dem Namen Freunde im All auf ProSieben ausgestrahlt.

## Handlung
Die Handlung ist – wie anhand diverser Kommentare auftretender Agenten des Galaktischen Imperiums ersichtlich ist – in der ca. neunzehnjährigen zeitlichen Lücke zwischen den Filmen Star Wars: Episode III – Die Rache der Sith, wo das Galaktische Imperium ausgerufen wird, und Krieg der Sterne, in der das Imperium auf dem Höhepunkt seiner Macht ist, angesiedelt.
Die Geschehnisse innerhalb der Serie werden in drei große Zyklen eingeteilt. Mit jedem neuen Zyklus wechselt der Besitzer der beiden Droiden, dem sie zu Beginn eines Zyklus zufällig begegnen und am Ende eines Zyklus aus unterschiedlichen Gründen verlassen müssen, sodass nach einigen Episoden stets immer neue Hauptfiguren eingeführt werden. Dabei treffen die beiden aus Star Wars: Episode 1 bis 8 bekannten Droiden mit dem Kopfgeldjäger Boba Fett auch auf eine weitere, aus der ursprünglichen Filmtrilogie (Episoden 4 bis 6) bekannte Figur. Zum Abschluss der Serie erschien noch eine Fernsehsonderausstrahlung in Form der Doppelfolge The Great Heep, das zum Kanon der Serie zählt. Hier wird die Vorgeschichte zum dritten Zyklus erzählt. Die Fernsehsonderausstrahlung wird als 14. und 15. Folge der Serie gezählt.

### Zyklus: The Trigon One
Die beiden Droiden R2-D2 und C-3PO sind von ihrem früheren Meister auf einem Schrottplatz abgesetzt worden, weil dieser wegen Schmugglerei gestohlener Gegenstände festgenommen wurde. Dort treffen sie auf Thall Joben und Jord Dusat, zwei ehrgeizige Fahrer der Landspeeder. Ein Landspeeder ist ein von Motoren angetriebenes Fahrzeug, das sich schwerelos über dem Boden fortbewegt. Thall Joben und Jord Dusat nehmen die beiden Droiden bei sich auf. Auf ihrem weiteren Weg durchkreuzen sie eine Zone, die von Tig Fromme, dem Sohn eines gefürchteten Gangsters, kontrolliert wird. Durch die Hilfe einer Frau mit dem Namen Kea Moll gelingt es der Truppe, den Angriffen des Gangsters zu entkommen.
Schließlich erreichen Thall und Jord ihren Laden und zeigen C-3PO und R2-D2 ihren Landspeeder, den sie White Witch getauft haben. Mit diesem Speeder wollen sie am Bakda Speederrennen teilnehmen. In derselben Nacht wird Jord jedoch von einem Droiden, der im Auftrag von Tig Fromme unterwegs ist, verschleppt. Kea Moll verrät Thall und seinen Droiden, wo sie Jord finden können und führt sie zu der geheimen Basis von Tig Fromme.
Mithilfe der White Witch gelingt es ihnen, Jord zu retten; jedoch hat Tig Fromme am Ausgang der Basis Droidenkreuzer platziert, welche die White Witch angreifen sollen. Am Ausgang werden Thall und Jord dann auch angegriffen. C-3PO, der währenddessen bei der Kontrolltafel wartet, gelingt es, die Kontrolltafel so umzuprogrammieren, dass sich die Droiden selbst bekämpfen. Nun können Thall, Jord, Kea, C-3PO und R2-D2 von Frommes Basis entkommen.
Auf dem Weg zum Bakda Speederrennen müssen Thall, Jord, Kea, C-3PO und R2-D2 einen Umweg zum Planeten Annoo einlegen, da C-3PO aus Versehen den Hyperantriebsgenerator, der für die Lichtgeschwindigkeit notwendig ist, kaputt gemacht hat. Dort treffen sie auf Keas Mutter und Sise Fromme, den Vater von Tig Fromme. Keas Mutter erklärt Thall und Jordan, dass Tig Fromme im Begriff ist, einen mächtigen Waffensatellit zu bauen. Es liegt nun an ihnen, den Satelliten zu zerstören, bevor er auf den Planeten Ingo verlagert wird.
Jord und Keas Mutter brechen auf und fliegen übereilt zu Frommes Basis, wo sie kurzerhand festgenommen werden. Thall macht sich daran, die beiden zu retten. Mit einem Thermaldetonator im Gepäck gelingt es ihnen, den Waffensatelliten Trigon 1 zu erobern. Thall und Kea entscheiden, den Satelliten zu zerstören, wenn sie wieder auf Annoo sind. Bis dahin soll er versteckt werden. Sise Fromme reist dagegen weit weg, um zu überlegen, wie er ohne seinen Sohn die Herrschaft über die Galaxis erlangen kann.
Eine Bande von Tig Frommes Klonsoldaten versucht, den Killer-Satelliten in einem Hinterhalt zurückzuerobern. Dabei geraten die Helden wieder in Gefangenschaft und werden zu Tig Frommes Festung verfrachtet, wo sie bezüglich des Aufenthaltsortes von Trigon 1 verhört werden. Tig verrät ihnen auch, dass er Jord und Keas Mutter gefangen genommen hat und er sie erst wieder aushändigt, wenn er weiß, wo sich der Satellit befindet. Thall fordert Tig auf, mit dessen Vater Sise zu reden. Ihm verrät er, wo sich der Satellit befindet. Jedoch verheimlicht er, dass R2-D2 den Satelliten so eingestellt hat, dass er mit Tig Frommes Festung kollidieren und sie so zerstören wird. Sise schickt Tig, um den Satelliten zu finden. Statt nun Jord und Keas Mutter freizulassen, nimmt er Thall, Kea und die Droiden auch noch gefangen und wirft sie alle in Jords Zelle.
Ein geschickter Plan von R2-D2 schafft es, alle aus der Zelle entkommen zu lassen. Nun muss noch Keas Mutter befreit werden, bevor Trigon 1 mit der Festung kollidiert. Am Schluss gelingt es ihnen, Keas Mutter zu befreien und rechtzeitig von der Festung zu fliehen. Auch Tig, der sich auf dem Satelliten befand, konnte flüchten.
Auf der weiteren Reise zum Bakda Speederrennen wird die Gruppe nochmals von den Frommes angegriffen. R2-D2 schafft es noch rechtzeitig, den Hyperantrieb zu reparieren, sodass sie mit Lichtgeschwindigkeit den Angriffen entkommen können. Die Gruppe muss eine Bruchlandung hinlegen, da wichtige Triebwerke beschädigt wurden.
In der Zwischenzeit sind die Frommes auf demselben Planeten gelandet. Mit der Hilfe des Kopfgeldjägers Boba Fett will Sise die Attentäter seiner Basis und seiner teuren Waffe ausfindig machen.
Bei der Bruchlandung hat sich Jord den Arm gebrochen und fühlt sich nicht mehr in der Lage, die White Witch im Rennen zu steuern. Thall muss an seiner Stelle antreten. C-3PO entdeckt mithilfe des Droiden BL-17 ein Werkstattraum, wo sie die White Witch für das Rennen vorbereiten können. Der Droide BL-17 gehört jedoch zu Fromme. Nach einem Versuch, die White Witch zu sabotieren, wird BL-17 von R2-D2 und C-3PO aufgehalten.
Inzwischen weiß Boba Fett auch, wo sich die Gruppe um Thall und Jord aufhält. C-3PO erfährt, dass an der White Witch ein Thermaldetonator befestigt wurde. Thall und R2-D2 sind jedoch längst zum Rennen aufgebrochen, das sie gerade noch rechtzeitig erreichen. Während des Rennens werden sie dicht von Boba Fett verfolgt. Nach einigen Runden entfernt Fett den Detonator versehentlich und überträgt in auf seinen eigenen Speeder, der nun selbst in Gefahr ist. Folgend gewinnt Thall das Rennen.
Nach dem Rennen bekommen Jord und Thall einen Job angeboten, den sie sogleich annehmen. Später auf der Heimreise erfahren die beiden, dass sie die Droiden R2-D2 und C-3PO nicht behalten dürfen, wenn sie den Job annehmen. Jord und Thall wollen den Job daraufhin verweigern. R2 und C-3PO haben das Gespräch mitverfolgt und entscheiden sich, heimlich in eine Rettungskapsel zu steigen und das Schiff mit ihren Meistern Jord und Thall zu verlassen.

### Zyklus: Mon-Julpa
C-3PO und R2-D2 sind auf einem unbekannten Bergwerksplaneten gelandet. Um einen neuen Meister zu finden, bieten sich die beiden Droiden selbst bei einer Droidenauktion an. Schließlich werden sie zusammen mit einem anderen Droiden an die Kreatur Yorbo verkauft. Yorbo ist besonders für seine Misshandlungen an Droiden bekannt geworden. Der junge Bergwerksarbeiter Jann Tosh findet heraus, wie die Droiden behandelt werden und tauscht seine neuen Minendroiden gegen R2-D2, C-3PO und den anderen Droiden ein.
Daraufhin berichtet Yorbo seinem Boss Kleb Zellock von seinem lukrativen Geschäft. Zellock bemerkt, dass auf Jann Tosh ein Kopfgeld ausgesetzt wurde und befiehlt Yorbo, ihn zu fangen. Tosh, der ständig auf der Flucht ist, bekommt Zuhause von seinem Onkel ärger, da er nicht wie vereinbart die Minendroiden mitgebracht hat.
Plötzlich stellt sich heraus, dass der unscheinbare andere Droide an ihrer Seite kein Roboter ist, sondern eine unbekannte Lebensform. Der Fremde ist geschwächt und muss erst wieder zu Kräften kommen, danach rettet er sogar das Leben von Onkel Gunday, der in einer Mine zusammengebrochen war. Gunday nennt den Fremden Kez-Iban. Übersetzt heißt das so viel wie Jener, der von den Toten zurückgekehrt ist.

## Synchronisation
Das Dialogbuch und die Dialogregie führte Jürgen Kluckert.
| Rollenname               | Englischer Synchronsprecher | Deutscher Synchronsprecher |
| ------------------------ | --------------------------- | -------------------------- |
| C-3PO                    | Anthony Daniels             | Joachim Tennstedt          |
| Jann Tosh                | Don Francks                 | Torsten Sense              |
| Sollag                   | John Stocker                | Norbert Gescher            |
| Mon Julpa                | Chris Wiggins               | Hans-Werner Bussinger      |
| Kybo Ren                 | Don Francks                 | Alexander Herzog           |
| Thall Joben              | Rob Cowen                   | Benjamin Völz              |
| Jord Dusat               | Dan Hennessey               | Ulrich Gressieker          |
| Kea Moll                 | Lesleh Donaldson            | Ulrike Stürzbecher         |
| Mungo Baobab             | Winston Rekert              | Reinhard Kuhnert           |
| Onkel Gunda              | Dan Hennessey               | Gerd Duwner                |
| Tig Fromm                | Winston Rekert              | Hans-Jürgen Dittberner     |
| Sise Fromm               | Winston Rekert              | Arnold Marquis             |
| Vlix                     | John Stocker                | Peter Schiff               |
| Gouverneur Bisad Koong   | Dan Hennessey               | Heinz Theo Branding        |
| Admiral Terrinald Screed | Graeme Campbell             | Jürgen Thormann            |
| Gaff                     | Michael Kirby               | Eberhard Prüter            |
| Boba Fett                | Don Francks                 | Michael Christian          |

## Episodenliste
Die Erstausstrahlung der Serie war vom 7. September 1985 bis zum 7. Juni 1986 auf dem US-amerikanischen Sender ABC zu sehen. Die deutschsprachige Erstausstrahlung fand vom 2. Oktober 1989 bis zum 8. Januar 1990 auf dem Sender ProSieben statt.
| Nr.                                      | Deutscher Titel                                                                     | Originaltitel            | Erstausstrahlung (USA)   | Erstausstrahlung (DE)      | Regie                             | Drehbuch                                             |
| Zyklus 1: The Trigon One                 | Zyklus 1: The Trigon One                                                            | Zyklus 1: The Trigon One | Zyklus 1: The Trigon One | Zyklus 1: The Trigon One   | Zyklus 1: The Trigon One          | Zyklus 1: The Trigon One                             |
| ---------------------------------------- | ----------------------------------------------------------------------------------- | ------------------------ | ------------------------ | -------------------------- | --------------------------------- | ---------------------------------------------------- |
| 1                                        | Die weiße Hexe 2                                                                    | The White Witch          | 7. Sep. 1985             | 2. Okt. 1989               | Ken Stephenson & Raymond Jafelice | Peter Sauder                                         |
| 2                                        | Der Killer-SatellitFlucht in den Terror 1                                           | Escape Into Terror       | 14. Sep. 1985            | 9. Okt 1989                | Ken Stephenson & Raymond Jafelice | Peter Sauder                                         |
| 3                                        | Wer zuletzt lachtDer entfesselte Trigon 1                                           | The Trigon Unleashed     | 21. Sep. 1985            | 16. Okt. 1989              | Ken Stephenson & Raymond Jafelice | Peter Sauder & Richard Beban                         |
| 4                                        | Fromm’s letzter TrickEin Wettlauf zum Ziel 1                                        | A Race to the Finish     | 28. Sep. 1985            | 23. Okt. 1989              | Ken Stephenson & Raymond Jafelice | Peter Sauder & Steven Wright                         |
| Zyklus 2: Mon-Julpa                      |                                                                                     |                          |                          |                            |                                   |                                                      |
| 5                                        | Der verschollene PrinzDer verlorene Prinz 1                                         | The Lost Prince          | 5. Okt. 1985             | 30. Okt. 1989              | Ken Stephenson & Raymond Jafelice | Peter Sauder                                         |
| 6                                        | Der neue König 2                                                                    | The New King             | 12. Okt. 1985            | 6. Nov. 1989               | Ken Stephenson & Raymond Jafelice | Peter Sauder                                         |
| 7                                        | Die Piraten von Tarnoonga 2                                                         | The Pirates of Tarnoonga | 19. Okt. 1985            | 13. Nov. 1989              | Ken Stephenson & Raymond Jafelice | Peter Sauder                                         |
| 8                                        | Kybo Rens RacheDie Rache des Kybo Ren 1                                             | The Revenge of Kybo Ren  | 26. Okt. 1985            | 20. Nov. 1989              | Ken Stephenson & Raymond Jafelice | Peter Sauder                                         |
| 9                                        | Coby und die Sternenjäger 2                                                         | Coby and the Starhunters | 2. Nov. 1985             | 27. Nov. 1989              | Ken Stephenson & Raymond Jafelice | Joe Johnston & Peter Sauder                          |
| Zyklus 3: The Adventures of Mungo Baobab |                                                                                     |                          |                          |                            |                                   |                                                      |
| 10                                       | Das Geheimnis des Kometen RoonSchweif der Roon-Kometen 1                            | Tail of the Roon Comets  | 9. Nov. 1985             | 4. Dez. 1989               | Ken Stephenson & Raymond Jafelice | Drehbuch: Michael Reaves Idee: Ben Burtt             |
| 11                                       | Galaktische ReiterspieleRoon-Spiele 1                                               | The Roon Games           | 16. Nov. 1985            | 11. Dez. 1989              | Ken Stephenson & Raymond Jafelice | Drehbuch: Gordon Kent & Peter Sauder Idee: Ben Burtt |
| 12                                       | Flucht über den Roon-SeeÜber das Roon-Meer 1                                        | Across the Roon Sea      | 23. Nov. 1985            | 18. Dez. 1989              | Ken Stephenson & Raymond Jafelice | Drehbuch: Sharman DiVono Idee: Ben Burtt             |
| 13                                       | Die gefrorene Zitadelle 2                                                           | The Frozen Citadel       | 30. Nov. 1985            | 25. Dez. 1989              | Ken Stephenson & Raymond Jafelice | Drehbuch: Paul Dini Idee: Ben Burtt                  |
| Zyklus 4: The Great Heep                 |                                                                                     |                          |                          |                            |                                   |                                                      |
| 14 / 15                                  | Der vertrocknete Planet – Teil 1 / Der vertrocknete Planet – Teil 2Der große Heep 1 | The Great Heep           | 7. Jun. 1986             | 1. Jan 1990 / 8. Jan. 1990 | Clive A. Smith                    | Ben Burtt                                            |

## Heimvideoveröffentlichung
- 1990 erschienen insgesamt vier verschiedene Folgen der Serie auf VHS. Eine VHS enthielt lediglich eine Folge, während die beiden anderen VHS jeweils zwei Folgen umfassten, wobei eine dieser beiden VHS auch die separat einzeln auf VHS veröffentlichte Folge noch einmal umfasste
- Am 23. November 2004 wurde die Serie teilweise auf DVD wiederveröffentlicht. Hierfür wurde der Originaltitel nun zu Star Wars Animated Adventures: Droids geändert. Dies stellt den Zusammenhang zu Star Wars deutlicher heraus. Es wurden dazu jeweils 4 Episoden zu einem Film zusammengeschnitten: Die Episoden 5–8 als The Pirates and the Prince und die Episoden 10–13 als Treasure of the Hidden Planet. Der Rest der Serie wurde nicht auf DVD veröffentlicht. Zur gleichen Zeit wurde auch die andere Zeichentrickserie aus dem Star-Wars-Universum, Die Ewoks (Originaltitel ursprünglich Ewoks, Staffel 1, bzw. The All New Ewoks, Staffel 2) nach dem gleichen Titelschema als Star Wars Animated Adventures: Ewoks auf DVD wiederveröffentlicht.
- Seit dem 18. Juni 2021 ist die Serie auf Disney+ verfügbar.[4]